# Rouben Mamoulian
Rouben Zachary Mamoulian (ryska: Рубен Захарьевич Мамуля́н, Ruben Zacharjevij Mamuljan), född 8 oktober 1897 i Tbilisi i Kejsardömet Ryssland, död 4 december 1987 i Hollywood, Los Angeles, var en amerikansk regissör. Mamoulian har regisserat filmer som Applause (1929), Dr. Jekyll och Mr. Hyde (1931), Din för i kväll (1932), Drottning Christina (1933), Fåfängans marknad (1935), Oss banditer emellan (1936) och Zorros märke (1940).

## Filmografi i urval
- 1929 – Applause
- 1931 – City Streets
- 1931 – Dr. Jekyll och Mr. Hyde
- 1932 – Din för i kväll
- 1933 – Drottning Christina
- 1933 – Höga visan
- 1934 – We Live Again
- 1935 – Fåfängans marknad
- 1936 – Oss banditer emellan
- 1937 – High, Wide, and Handsome
- 1939 – Golden Boy
- 1940 – Zorros märke
- 1941 – Blod och sand
- 1942 – Svindel och kärlek
- 1948 – Ljuva ungdomstid
- 1957 – Silkesstrumpan